# Alban Beikircher
Alban Beikircher (* 1968 in Bruneck, Südtirol) ist ein italienisch-schweizerischer Violinist.

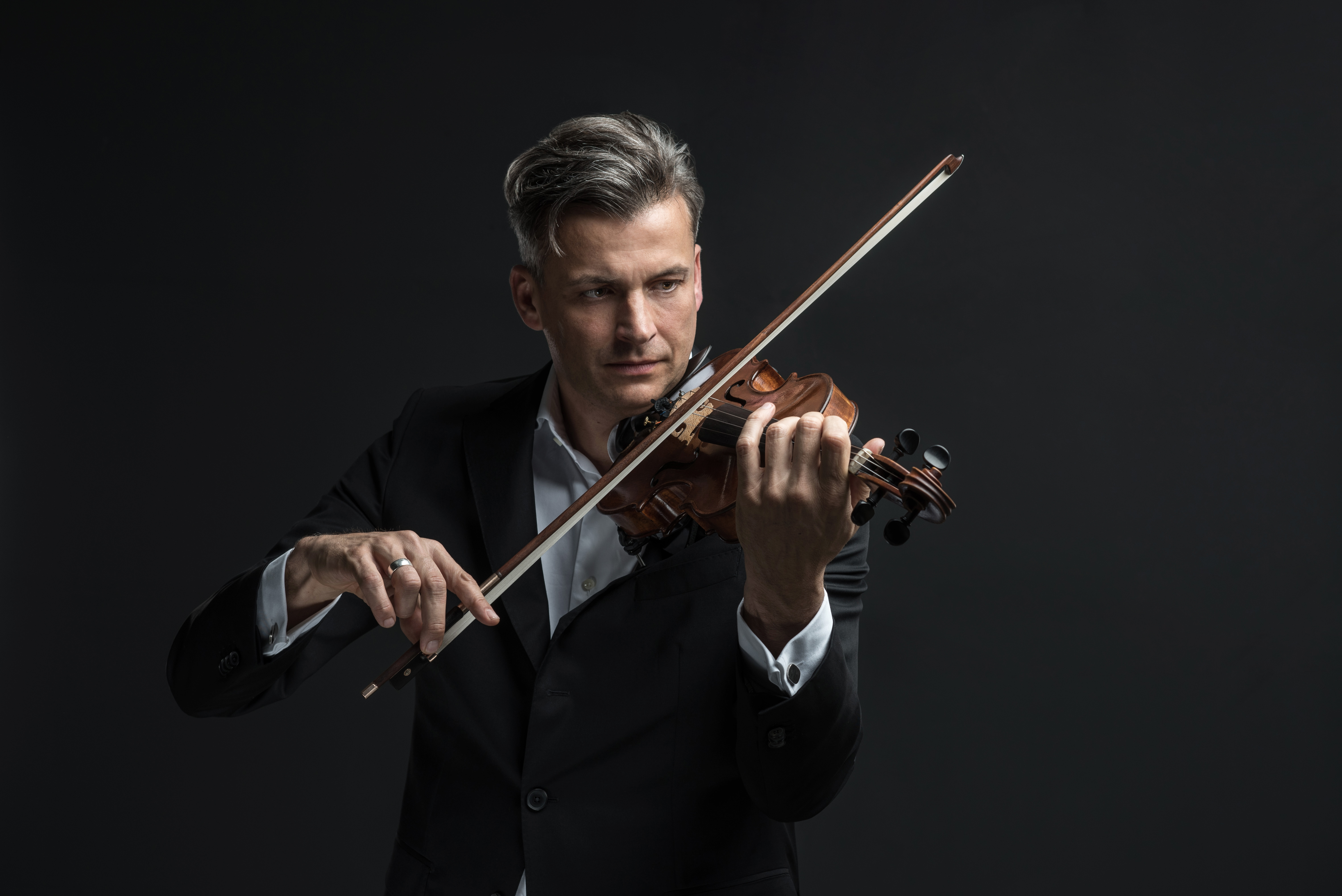
Violinist Alban Beikircher

## Leben und Schaffen
Alban Beikircher absolvierte sein Hochschulstudium bei Joshua Epstein in Saarbrücken sowie in der Solistenklasse von  Yfrah Neaman an der Guildhall School of Music and Drama in London. Eine umfangreiche Konzerttätigkeit führte Alban Beikircher durch fast alle Länder Europas, nach Israel, China, Saudi-Arabien und Ägypten.
Er spielte auf bedeutenden Bühnen und Festivals: Gasteig München, Philharmonie Köln, Max-Joseph-Saal der Münchner Residenz, Villa Musica, Barbican Centre London, Schleswig-Holstein Musik Festival, Schloss Windsor, Philharmonie Essen, Kurt Weill Festival Dessau, Weißer Saal Stuttgart, Beethovenhaus Bonn, Abtei Maria Laach, Dom zu Aachen, La Madeleine Paris u. a.
Im Mozartjahr 2006 spielte Alban Beikircher zusammen mit Anthony Spiri auf Einladung der Philharmonie Essen in einem fünfteiligen Zyklus alle Sonaten W. A. Mozarts, kombiniert mit zeitgenössischen Werken.
Als Solist spielte Alban Beikircher mit den Münchner Sinfonikern, dem Münchner Kammerorchester, der Rumänischen Staatsphilharmonie Arad, dem Sinfonieorchester der Staatsoper Szeged, der Schlesischen Kammerphilharmonie Kattowitz, der Kammersinfonie Stuttgart und anderen.
Noch während seines Studiums war er Gastkonzertmeister beim Folkwang Kammerorchester und beim Pottersbar Symphony Orchestra London.
Neben einigen Rundfunkaufnahmen entstanden zahlreiche CD-Aufnahmen bei bedeutenden Labels (Sony BMG, ARS, Koesel, EMEC).
Alban Beikircher war musikalischer Partner von Künstlern verschiedenster Provenienz, u. a. Christoph Soldan, Alfredo Perl, Senka Brankovic, Daniel Müller-Schott, Mirijam Contzen, Anthony Spiri, Sebastian Hess, Bernd Glemser, Mathias Huth, Roy Howat, Matteo Andreini und Benedikt Koehlen.
Nach seiner Tätigkeit als Geiger des E.T.A. Hoffmann Trios war er über viele Jahre Primgeiger des ARION Quartetts sowie Geiger des Balance-Trios. Seit 2006 ist Alban Beikircher Primarius des von ihm gegründeten Korngold Quartetts.
Seit 1995 ist Alban Beikircher Violinlehrer an der Städtischen Musikschule Bad Saulgau, wo er auch das von ihm ins Leben gerufene „Tonkunst“-Festival leitet.
2008 gründete Beikircher die Junge Philharmonie Oberschwaben (JPO), ein überregionales Projektorchester für Jugendliche zwischen 14 und 20 Jahren, das zentrale Werke des klassisch-romantischen Repertoires erarbeitet. 2016 erhielten Beikircher als Dirigent und Leiter sowie die JPO den Kulturpreis des Kulturforums Landkreis Sigmaringen sowie den Förderpreis der Bruno Frey-Stiftung.
Alban Beikircher engagiert sich stark für zeitgenössische Musik und brachte u. a. Werke von Ernst Krenek, Wilfried Hiller, Andreas N. Tarkmann, Peter Michael Hamel, Klaus Hashagen, Tobias Peschanel, Andru Matuschka und Alexander Krampe zur Uraufführung.
Beikircher spielt eine Violine von Martin Schleske.

## Diskografie
- 1999: Beethoven: Kreutzer-Sonate, Lutoslawski: Partita for Violin and Piano
- 2001: Schumann: The Violin Sonatas
- 2004: Fauré: Complete Works for Violin and Piano
- 2011: Edvard Grieg: Violinsonaten
- 2012: Kuschelklassik 15
- 2012: Alban Beikircher: Compendium
- 2014: Der Klang - Konzertlesung mit Martin Schleske
- 2017: Haydn - Rode - Giuliani - Carulli: Quartet with Guitar
- 2019: Five Centuries of Violin-Music Recital